# ラブ、ウェディング、リピート
『ラブ、ウェディング、リピート』（原題:Love Wedding Repeat）は2020年に配信されたイギリスのロマンティック・コメディ映画である。監督はディーン・クレイグ、主演はサム・クラフリンが務めた。本作はクレイグの映画監督デビュー作であり、2012年に公開されたフランス映画『Plan de Table』をリメイクした作品である。

## 概略
ジャックは近々ロンドンの実家に帰ることになっており、その前にディナに告白したいと思っていたが、どうにも勇気を振り絞れずにいた。そんなある日、ジャックは週末を利用してローマにいる妹（ヘイリー）を訪ねることにした。ディナはヘイリーのルームメイトだったので、ジャックは彼女に告白できる機会がやってくるはずだと期待していた。ところが、ジャックのルームメイト、グレッグの乱入によって告白のタイミングを逸した上に、お別れの挨拶をすることすらできなかった。
それから3年後。ジャックはヘイリーの結婚式でディナと再会した。招待客が次々とトラブルを引き起こすという混乱の中、ジャックはディナに自分の思いを伝えようとするのだった。

## キャスト
- サム・クラフリン - ジャック
- オリヴィア・マン - ディナ
- エレノア・トムリンソン - ヘイリー
- ジョエル・フライ - ブライアン
- ティム・キー - シドニー
- アシュリング・ビー - レベッカ
- ジャック・ファーシング - マーク
- アラン・ムスタファ - チャズ
- フリーダ・ピントー - アマンダ
- パオロ・マッツァレリ - ヴィッテリ
- ティツィアーノ・カプート - ロベルト
- アレキサンダー・フォーサイス - グレッグ

## 製作
2019年4月17日、オリヴィア・マンが本作に出演することになったと報じられた。18日、サム・クラフリン、フリーダ・ピントー、アシュリング・ビー、アラン・ムスタファ、ティム・キー、エレノア・トムリンソン、ジョエル・フライ、ジャック・ファーシングがキャスト入りした。5月14日、Netflixが本作の全世界配信権を購入したとの報道があった。2020年4月1日、本作のオフィシャル・トレイラーが公開された。

## 評価
本作に対する批評家の評価は芳しいものではない、映画批評集積サイトのRotten Tomatoesには45件のレビューがあり、批評家支持率は33%、平均点は10点満点で4.67点となっている。サイト側による批評家の見解の要約は「『ラブ、ウェディング、リピート』は荒削りではあるものの、古き良きロマコメの体裁を整えている。しかし、イタリアの美しい景色と魅力的な俳優たちを以てしても、ストーリーの焦点がぼやけているという欠点を相殺できなかった。」となっている。また、Metacriticには17件のレビューがあり、加重平均値は41/100となっている。